# Malengamakali
Malengamakali ist ein Verwaltungsbezirk (englisch Ward) des Distrikts Iringa in der tansanischen Region Iringa.

## Geografie
Malengamakali liegt im südlichen Hochland von Tansania etwa 70 Kilometer nordöstlich der Regionshauptstadt Iringa. Der größte Fluss ist der Ruaha, der die Grenze im Norden bildet. Entwässert wird das Gebiet durch den Mbungu, einem rechten Nebenfluss des Ruaha.
Der Bezirk grenzt im Norden an den Distrikt Mpwapwa der Region Dodoma, im Osten an Nyanzwa und Ibumu, im Süden an Uhambingeto und Kihorogota und im Westen an Nyang'oro, Izazi und Migoli. Bei der Volkszählung 2022 lebten 9394 Menschen in 2256 Haushalten auf einer Fläche von 720 Quadratkilometern.

## Gliederung
Der Bezirk besteht aus sechs Gemeinden (swahili Mtaa) mit 27 Orten (Kitongoji):
| Nyakavangala - Nyakavangala A - Nyakavangala B - Ngega - Nyakavangala C | Isaka - Isaka A - Isaka B - Idari - Makegeke | Makadupa - Amani - Sokoine - Makadupa Kati | Iguluba - Iguluba Kati - Bomalang’ombe - Msumbiji | Mkulula - Mbuyuni - Mapalagaga - Stendi A - Stendi B - Luganga A - Lunganga B - Kikuyu - Luhomelo | Usolanga - Kawemba - Usolanga Kati - Ihumbiliza A - Ihumbiliza B - Ihumbiliza C |

## Wirtschaft und Infrastruktur
- Landwirtschaft: In einer Höhenlage zwischen 900 und 1200 Metern Seehöhe und Niederschlägen von unter 600 Millimetern im Jahr werden hauptsächlich Baumwolle, Sonnenblumen, Erdnüsse, Cashewnüsse, Weintrauben, Kokosnüsse und tropische Früchte angebaut, in Gebieten mit Bewässerung auch Reis.[8]
- Bildung: Die Furahia Secondary School ist eine staatliche weiterführende Schule, die Tages- und Internatsschüler bis zur 4. Stufe ausbildet.[9]
- Gesundheit: In den Gemeinden Nyakavangala,[10] Iguluba,[11] Mkulula[12] und Usolanga[13] gibt es je eine staatliche Apotheke, in letzterer zusätzlich eine private.[14]